# Курай пагорбовий
Курай пагорбовий (Salsola collina) — вид рослин із родини щирицевих (Amaranthaceae), зростає у східній Європі й Азії.

## Біоморфологічна характеристика
Це однорічна трава заввишки 10–100 см. Стебло розгалужене від основи, гілки чергові, розлогі, зелені, білі або пурпурно-червоні смугасті, щетинисті або майже голі. Листки розлогі або злегка зігнуті, ниткоподібні, 20–50 × 0.5–1.5 мм, щетинисті. Суцвіття колосоподібне. Сегменти оцвітини яйцювато-ланцетні; оцвітина в період плодоношення ≈ 2–5 мм у діаметрі. Пиляки 1–1.5 мм. Період цвітіння: липень — вересень; період плодоношення: вересень — жовтень. 2n = 18.

## Поширення
Зростає у східній Європі (Росія) й більшій частині Азії від Південного Кавказу до Корейського півострова; інтродукований у Європі (у т. ч. натуралізований в Україні), на півдні Канади, у США. Населяє узбіччя доріг, сміттєзвалища, залізничні зони, оброблені поля, порушені природні та напівприродні рослинні угруповання, росте навколо фермерських будинків.

## Використання
У Китаї використовується як лікарська рослина для зниження високого кров'яного тиску. Молоде листя і стебла можна відварювати й вживати в їжу. У сільському господарстві викликає проблеми як бур'ян.